# Trolejbusy w Chabarowsku
Trolejbusy w Chabarowsku – system trolejbusowy funkcjonujący w mieście Chabarowsk, stolicy Kraju Chabarowskiego, w Rosji. Został uruchomiony 17 stycznia 1975 r. Operatorem jest przedsiębiorstwo Gorelektrotrans. 

## Linie
Stan z 10 czerwca 2020 r.
| Linia | Trasa                               |
| ----- | ----------------------------------- |
| 1     | Komsomołskaja płoszczad’ ↔ Aeroport |

## Tabor
Stan z 10 czerwca 2020 r.
| Zdjęcie        | Typ            | Eksploatacja od | Liczba |
| -------------- | -------------- | --------------- | ------ |
|                | ZiU-9          | 1993            | 9      |
|                | BTZ-5276-01    | 2001            | 7      |
|                | BTZ-5276-04    | 2003            | 4      |
|                | ST-6217        | 2009            | 2      |
|                | Trolza-5275.03 | 2015            | 2      |
|                | WMZ-170        | 2000            | 2      |
|                | WMZ-100        | 1999            | 1      |
|                | WMZ-5298-20    | 2004            | 1      |
|                | WMZ-5298-00    | 2004            | 8      |
| Łączna liczba: | Łączna liczba: | Łączna liczba:  | 36     |